# Calamoneta
Calamoneta is een geslacht van spinnen uit de familie Cheiracanthiidae. De typesoort van het geslacht is Calamoneta djojosudharmoi.

## Soorten
- Calamoneta djojosudharmoi Deeleman-Reinhold, 2001
- Calamoneta urata Deeleman-Reinhold, 2001